# Caio Castro

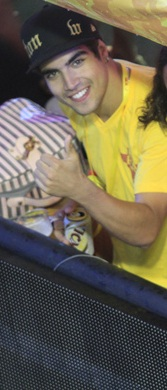
Caio Castro

Caio de Castro Castanheira, bardziej znany jako Caio Castro (ur. 22 stycznia 1989 w Praia Grande) – brazylijski aktor teatralny, filmowy i telewizyjny i model.

## Życiorys
Urodził się w Praia Grande w stanie São Paulo jako syn Sandry Castro i Vitora Castanheiry. W 2007, w wieku 18 lat opuścił dom rodzinny i przeniósł się do Barra da Tijuca w Rio de Janeiro. W wywiadzie dla kanału GNT (Globosat News Television), Castro ujawnił, że jest chrześcijaninem od dzieciństwa, a od 2000 jest związany z kościołem ewangelicznym. W marcu 2012 otworzył restaurację Bistrô Faria Lima, znajdującą się w São Paulo. W grudniu 2012 otworzył swoją drugą działalność, klub nocny Villa Carioca, również w São Paulo. We wrześniu 2017 został partnerem biznesowym restauracji z hamburgerami The Black Beef.

## Kariera
Została odkryty w konkursie Rede Globo Caldeirão do Huck prowadzonym przez Luciano Hucka. Jego pierwszy występ telewizyjny miał miejsce pod koniec 2007, kiedy brał udział w programie Concurso Casal Malhação, gdzie został wybrany do roli Bruna Oliveiry Guimarãesa w piętnastym sezonie opery mydlanej TV Globo Malhação (Centrum), gdzie pozostał przez dwa kolejne sezony (2007-2010). Wkrótce został wybrany na reportera Menina Fantástica, pokazywanego w programie TV Globo Fantástico (2009). Rola głównego bohatera Edgara Sampaio w telenoweli Ti Ti Ti (2010) przyniosła mu nagrodę Prêmio Contigo de TV i Nickelodeon Kids' Choice Awards. W telenoweli Fina Estampa (2011) wystąpił w roli ambitnego studenta medycyny José Antenora. W 2010 otrzymał nagrodę Prêmio Qualidade dla najbardziej obiecującego aktora telewizyjnego.

## Życie osobiste
Przez 3 miesiące spotykał się z Sophie Charlotte (2008). Związany był także z Melanie Fronckowiak (2011).
28 listopada 2013 przyszła na świat córka Valentina, lecz trzy dni potem zmarła z powodu wady rozwojowej. Dziecko było wynikiem związku z Naise Francine Aquino.
Od lipca 2013 do stycznia 2016 był w związku z aktorką Marią Casadevall.

## Wybrana filmografia

### TV
- 2007-2010: Malhação (Centrum) jako Bruno Oliveira Guimarães
- 2010: Ti Ti Ti jako Edgar Sampaio
- 2011: Wyznania nastolatek - Film (Fina Estampa) jako José Antenor da Silva Pereira
- 2013: Miłość do życia (Amor à Vida) jako Michel Gusmão
- 2014: Lili, i ex (Lili, a Ex) jako Fred

### filmy fabularne
- 2013: Uczeń samurajów (Aprendiz de Samurai) jako Max Trombini
- 2014: Confissões de Adolescente - O Filme
- 2014: Dzwoneczek i tajemnica piratów (The Pirate Fairy) jako kpt. James Gancho (głos)
- 2014: Wspaniałe zwycięstwo (A Grande Vitória) jako Max
- 2015: Przejście (Travessia) jako Júlio